# Scheg (scheepvaart)

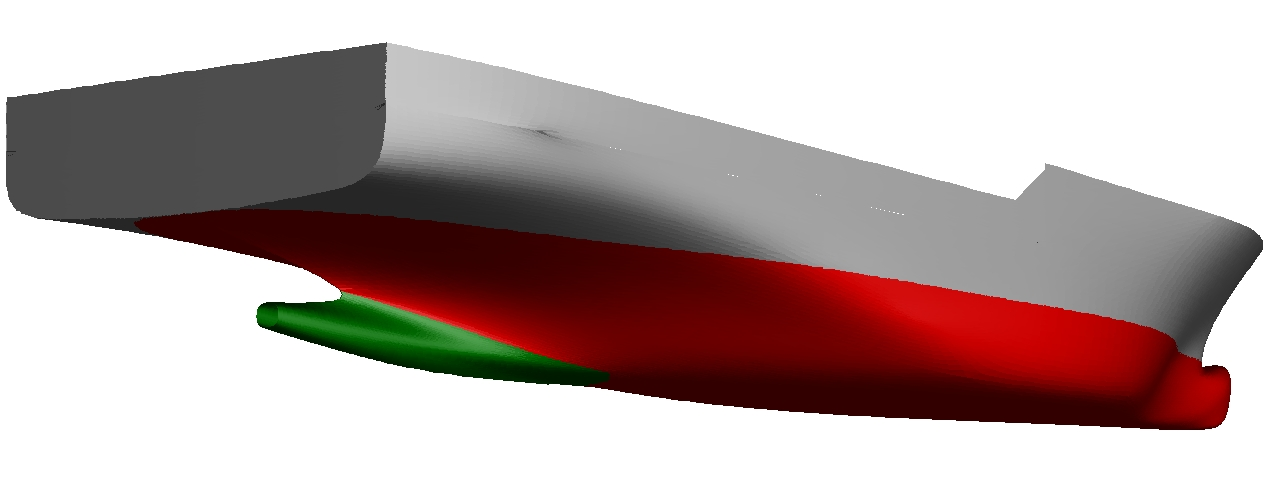
Scheg van een boot met één schroef (groen).

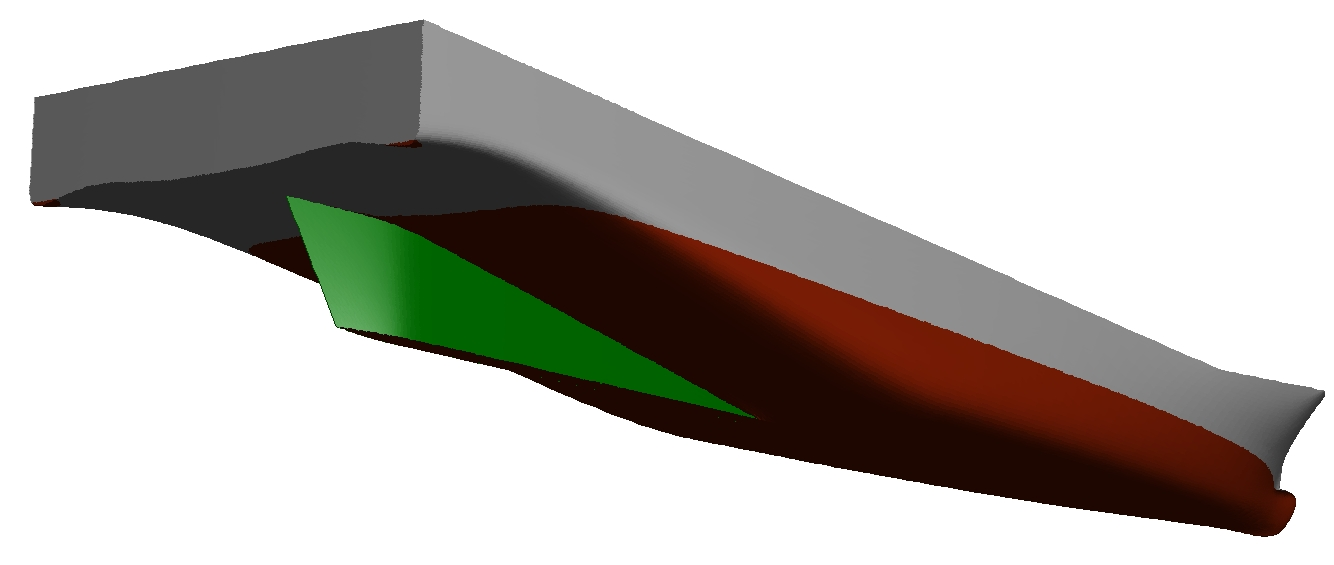
Scheg van een boot met dubbele schroef (groen).

Een scheg is een vin op de kiellijn aan de achterzijde van een schip, een vlak dat een geheel vormt met achtersteven en kiel. In de binnenvaart werden voor deze betekenis de volgende termen als synoniemen gebruikt: schegge, achterscheg, schaak, achterschaak en schaakstuk.
Bij schepen met roer zorgt de scheg voor een goede geleiding van het water langs het roer, bij schepen zonder roer – zoals zeekajaks – is de boot tegen oploeven te trimmen met behulp van de verstelbare scheg.
Een soortgelijk vlak aan de voorzijde werd vroeger wel scheg of voorscheg genoemd en in het Vlaams ook wel baard. Een ander type vlak onder de boeg was een loefbijter. Dit was, in tegenstelling tot de voorscheg, een vooruitstekend deel.
Verder werd de term scheg ook gebruikt in de volgende betekenissen:
- Binnenvaart — loze kiel, die dus geen deel uitmaakt van de scheepsconstructie, maar apart bevestigd
- Binnenvaart — kielzool: een schuurvlak op kiel of kielbalk, om deze te beschermen bij grondingen. In dit geval gaat het dus om een horizontaal vlak, dit in tegenstelling tot alle ander betekenissen.
- Zeevaart, mogelijk ook Binnenvaart — verdikking en versteviging van de boeg, waarop een boegbeeld of boegspriet kon worden aangebracht.